# Biosensors & Bioelectronics
Biosensors & Bioelectronics, abgekürzt Biosens. Bioelectron., ist eine wissenschaftliche Fachzeitschrift, die vom Elsevier-Verlag veröffentlicht wird. Die Zeitschrift wurde 1985 unter dem Namen Biosensors gegründet und änderte 1990 den Namen in Biosensors & Bioelectronics. Derzeit erscheint die Zeitschrift mit 24 Ausgaben im Jahr. Biosensors & Bioelectronics ist die führende Fachzeitschrift für Forschung, Design, Entwicklung und Anwendung von Biosensoren und Bioelektronik. Der Impact Factor lag im Jahr 2023 bei 10,7.